# Nordische Badminton-Juniorenmeisterschaft 1987
Die Nordische Badminton-Juniorenmeisterschaft 1987 fand vom 28. Februar bis zum 1. März 1987 in Helsinki statt.

## Sieger und Platzierte
| Disziplin    | Gold                            | Silber                            | Bronze                            |
| ------------ | ------------------------------- | --------------------------------- | --------------------------------- |
| Herreneinzel | Michael Søgaard                 | Pontus Jäntti                     | Johnny Sørensen                   |
| Herreneinzel | Michael Søgaard                 | Pontus Jäntti                     | Thomas Madsen                     |
| Dameneinzel  | Catrine Bengtsson               | Margit Borg                       | Anne Marie Laursen                |
| Dameneinzel  | Catrine Bengtsson               | Margit Borg                       | Helle Andersen                    |
| Herrendoppel | Michael Søgaard Jens Maibom     | Johnny Sørensen Thomas Madsen     | Thomas Olsen Frederik Lindqvist   |
| Herrendoppel | Michael Søgaard Jens Maibom     | Johnny Sørensen Thomas Madsen     | Ronny Dahl Jonas Eriksson         |
| Damendoppel  | Charlotte Madsen Helle Andersen | Catrine Bengtsson Margit Borg     | Anne Marie Laursen Siw Hemmingsen |
| Damendoppel  | Charlotte Madsen Helle Andersen | Catrine Bengtsson Margit Borg     | Marlene Thomsen Trinee Johannsson |
| Mixed        | Jens Maibom Charlotte Madsen    | Frederik Lindqvist Siw Hemmingsen | Thomas Madsen Marlene Thomsen     |
| Mixed        | Jens Maibom Charlotte Madsen    | Frederik Lindqvist Siw Hemmingsen | Jonas Eriksson Margit Borg        |

## Finalresultate
| Disziplin    | Sieger                          | Finalist                          | Ergebnis            |
| ------------ | ------------------------------- | --------------------------------- | ------------------- |
| Herreneinzel | Michael Søgaard                 | Pontus Jäntti                     | 11–15, 10–4 retired |
| Dameneinzel  | Catrine Bengtsson               | Margit Borg                       | 12–9, 11–6          |
| Herrendoppel | Michael Søgaard Jens Maibom     | Johnny Sørensen Thomas Madsen     | 15–13, 18–15        |
| Damendoppel  | Charlotte Madsen Helle Andersen | Catrine Bengtsson Margit Borg     | 8–15, 15–9, 15–10   |
| Mixed        | Jens Maibom Charlotte Madsen    | Frederik Lindqvist Siw Hemmingsen | 15–5, 18–13         |